# 태풍 두리안 (2006년)
태풍 두리안(태풍 번호: 0621, JTWC 지정 번호: 24W, 국제명:DURIAN, 필리핀 기상청(PAGASA) 지정 이름: Reming)은 2006년에 북서태평양에서 발생한 제21호 태풍이다. 두리안이 지나간 필리핀에서 극심한 피해가 발생했다. 태풍 두리안은 2006년의 24번째 열대저기압, 23번째 열대폭풍, 14번째 태풍과 함께 7번째 슈퍼태풍이다.
태풍 두리안은 필리핀에 상륙해 폭우를 내리게 해서 마욘 화산에 큰 산사태가 일어나 엄청난 피해가 발생했고 필리핀을 빠져나온 뒤 베트남에 영향을 주면서 또 4억달러의 피해를 입혔다. 총체적으로 1,497명이 두리안으로 인해 사망했고 전체 피해액은 130억달러에 이르렀다.

## 태풍의 진행
11월 25일에 일본 기상청(JMA)이 11월 24일 추크 제도 남동쪽 부근에서 생겨난 저기압을 열대 저기압으로 승격시켰으며 이날 후에 미국 합동태풍경보센터(JTWC)가 야프섬 방면으로 이동하는 이 열대 저기압에 경고를 발령하기 시작했다. 이 저기압은 태평양의 높은 수온 지대를 지나면서 강력해졌으며 또한 JMA는 이 저기압이 위치한 부근에 고기압 지대가 있다고 발표해 이 열대저기압이 강력해지는 원인이 되기도 하였다. 열대저기압은 다음 날인 11월 26일에 열대 폭풍으로 발달하였으며 '두리안(DURIAN)'의 이름을 갖게 되었다.
열대폭풍 두리안은 서북서쪽으로 이동하면서 서서히 강력해졌으며 11월 27일에는 강한 열대폭풍으로, 그리고 다음날인 11월 28일에는 필리핀 기상청(PAGASA)이 필리핀 태풍 관할구역에 진입하여 'Reming'이라고 명명했다. 이날 오후 동시에 JMA와 JTWC가 태풍으로 단계를 올렸고 이 태풍은 필리핀쪽으로 이동했다. 11월 29일에는 매우 빠르게 강해져 JMA가 풍속 100 kt을 관측했고 JTWC에서는 태풍 두리안이 드보락 분류법 6.5의 세력까지 도달했다고 발표했다. 또한 6시간만에 두리안은 1분 최대풍속 90 kt에서 125 kt으로 강해졌으나 필리핀 본토에 가까워지면서 약해지기 시작했다. 하지만 이내 다시 재발달하여 강한 세력을 유지했다.
PAGASA에서는 태풍 두리안이 11월 30일 카탄두아네스주에 첫 번째로 상륙했다고 보고했으나 JMA와 JTWC는 상륙을 인지하지 못하였다. 두리안은 라고노이만에 들어섰고 두 번째로 남카마리네스주에 상륙하면서 약해졌고 서쪽으로 이동하면서 본독 반도에 세 번째로, 마린두케주에 네 번째로 상륙했고 마지막으로 동민도로주에 상륙한 이후에 남중국해로 빠져나갔다.
남중국해에 진입한 태풍 두리안은 처음에 약해졌으나 베트남 근해에 다다르면서 점차 강해졌다. 두리안은 12월 3일, 남서쪽으로 진로를 바꿔 이동하면서 냐짱과 호찌민 시 방면으로 전진했다. 이후 약해졌고 12월 4일에는 JMA가 강한 열대폭풍의 단계로 격하시켰으나 계속 이 세력을 유지했고 베트남 해안을 지나갔다. 두리안은 잠시 몇 초동안 태풍의 단계에 들어섰으나 12월 5일, 벤째 성에 여섯번째로 상륙했다. 자연히 내륙으로 이동하면서 빠르게 약화되었고 JMA는 열대 폭풍으로 강등했다. 이날 이후에 JMA와 JTWC는 두리안이 타이만에 들어오면서 마지막 경고령을 내렸고 이날 21시 호찌민 시 남서쪽 약 340 km 부근 해상에서 열대 저기압으로 변질되었다. 이 잔해는 태국 남쪽 말레이 반도 중북부를 지나갔고 이내 벵골만에 진입했다.
태풍 두리안(DURIAN)은 태국에서 제출하였으며 열대과일 두리안을 의미한다.

## 태풍의 시간별 정보
아래 표는 대한민국 기상청(KMA)의 자료에 의한 것임.
| 형태          | 날짜 및 시간 (UTC) | 위도 (°N) | 경도 (°E) | 이동속도 (km/h) | 기압 (hPa) | 최대풍속 (m/s) |
| ------------- | ------------------ | --------- | --------- | --------------- | ---------- | -------------- |
| 열대폭풍      | 11월 26일 6시      | 10.1      | 142.7     | 22              | 998        | 18.0           |
| 열대폭풍      | 11월 26일 18시     | 10.1      | 141.4     | 11              | 994        | 21.0           |
| 열대폭풍      | 11월 27일 6시      | 10.1      | 139.4     | 19              | 994        | 21.0           |
| 강한 열대폭풍 | 11월 27일 18시     | 10.8      | 136.1     | 28              | 990        | 26.0           |
| 강한 열대폭풍 | 11월 28일 6시      | 11.9      | 133.1     | 28              | 980        | 28.0           |
| 태풍          | 11월 28일 18시     | 12.6      | 130.1     | 24              | 965        | 35.0           |
| 태풍          | 11월 29일 6시      | 13.2      | 127.3     | 22              | 925        | 51.0           |
| 태풍          | 11월 29일 18시     | 13.4      | 125.4     | 17              | 925        | 51.0           |
| 태풍          | 11월 30일 6시      | 13.4      | 123.6     | 17              | 940        | 46.0           |
| 태풍          | 11월 30일 18시     | 13.5      | 121.2     | 20              | 960        | 38.0           |
| 태풍          | 12월 1일 6시       | 13.7      | 118.8     | 20              | 965        | 36.0           |
| 태풍          | 12월 1일 18시      | 13.7      | 117.5     | 20              | 965        | 36.0           |
| 태풍          | 12월 2일 6시       | 13.7      | 116.4     | 11              | 965        | 36.0           |
| 태풍          | 12월 2일 18시      | 13.9      | 114.7     | 15              | 960        | 38.0           |
| 태풍          | 12월 3일 6시       | 13.8      | 113.3     | 11              | 955        | 39.0           |
| 태풍          | 12월 3일 18시      | 13.1      | 112.0     | 17              | 960        | 37.0           |
| 강한 열대폭풍 | 12월 4일 6시       | 11.7      | 110.5     | 22              | 980        | 31.0           |
| 강한 열대폭풍 | 12월 4일 18시      | 10.4      | 108.4     | 25              | 970        | 33.0           |
| 열대폭풍      | 12월 5일 6시       | 9.3       | 105.5     | 30              | 1000       | 21.0           |
| 열대저압부    | 12월 5일 12시      | 8.0       | 104.0     | 37              | 1006       |                |

## 피해

### 필리핀
태풍 두리안이 필리핀에 상륙했을 때 강풍이 집들과 수십 그루의 나무들을 뿌리뽑았다. 그리고 전력이 끊겨 수만명의 사람들이 전기를 사용할 수 없게 되었다. 또한 레가스피에서 넓은 지역에 홍수가 일어났고 두리안의 진로에 들어있던 지역은 폭우가 내렸고 그 예로 알바이주의 한 곳에서는 450 mm가 넘는 기록적인 강수량이 관측되었다. 태풍이 오기 전에 한 번 폭발했던 마욘산에서는 산사태가 일어났다. 14일 후에 사망자는 720명으로 집계되었다. 하지만 최종 사망자의 수는 아직도 알지 못하고 있는데 이는 마욘 산의 화산이류가 파낼 수 없는 상태가 되었기 때문이다.

### 베트남
태풍 두리안은 베트남 해안에 정박해있던 많은 보트들을 전복시켰고 이 때문에 2명이 사망했고 1명이 실종되었다. 빈투언성의 해안에서는 820척의 배가 가라앉았고 베트남 전국에서 총 896척의 배가 수장되었다. 빈투언 성에서는 폭우가 학교 22개교와 1,120채의 집들을 파괴시켰고 바리어붕따우 성에서는 500채 이상의 집들의 지붕이 날아가버렸다. 전국에서는 두리안이 약 3만 4천채의 집들을 파손시켰고 추가적으로 16만 6천채는 약간 손상을 입었다. 베트남에서는 98명의 사망자가 나왔고 1,770명의 부상자가 나왔다.

## 제명
태풍 두리안이 필리핀과 베트남에 남긴 심대한 피해로 인해 제39차 아시아 태평양 경제 사회 위원회와 WMO 태풍 위원회 연례 회의에서 2006년 12월, '두리안(DURIAN)'과 전에 큰 피해를 내 퇴출된 2006년 1호 태풍 짠쯔, 4호 태풍 빌리스, 8호 태풍 사오마이, 15호 태풍 상산과 함께 퇴출시키기로 결정해 2006년에는 이름 사용이 중지된 태풍의 수만 5개에 이르렀고 이는 가장 많이 제명된 해 1위에 오르게 되었다. 2007년 12월에 태풍 두리안을 대신할 이름이 제정되었고 이 이름은 '망쿳(MANGKHUT)(2018년에 에 필리핀에 큰피해를 내 제명)'으로 2008년에 북서태평양 열대 저기압 이름의 목록에 오르게 되었다. 또한 PAGASA에서도 사용한 이름 'Reming'을 제명시키기로 결정하고 퇴출되어 2010년에 'Ruby'가 대체 이름으로 선택되었다.

## 같이 보기
- 2006년 태풍